# すいーつたんけんたい
すいーつたんけんたいは、ゲーム＆音楽プロデューサーのかなすぎはじめ（K杉）とミュージシャンの小池雅也により結成されたコラボレーションユニットの名称。ボーカリストは、ロックバンド「Honey Bee」のメンバーのYURIA。
結成当時の名前は「スイーツ探検隊」であったが、2006年4月26日 にファーストアルバム「NA NA NA」を発売したのを期に現在の名前に変更した。「アキバから世界へ」を掲げ、A-POP（アキバの頭文字AとアニメのＡをかけたもの）というジャンルを提唱している。
2006年4月10日に、サポーターズコミュニティーサイト「BEWE」にてサポーターズクラブを開設。

## メンバー
- YURIA（ボーカル）
- 小池雅也（ギター）
- K杉（プロデューサー）

## ディスコグラフィー

### シングル
- 「NA NA IRO/プライマリーメモリー」

＜2005年11月25日/BRDF-3063/b-fairy records＞
アニメ「Canvas2 〜虹色のスケッチ〜」エンディング主題歌（NA NA IRO）
ゲーム「Canvas2 〜虹色のスケッチ〜」エンディング主題歌（プライマリーメモリー）

### アルバム
- 「NA NA NA」

＜2006年4月26日/BRCF-3071/b-fairy records＞
1. introduction
2. Rosy（ゲーム『紅蓮に染まる銀のロザリオ』オープニング主題歌）
3. DESTINY〜ALBUM VERSION〜（ゲーム『エーテルの砂時計』オープニング主題歌）
4. BLUE SKY〜TRICK STAR MIX/ALBUM VERSION〜（PS2用ゲーム『Canvas2 ～虹色のスケッチ～』OPテーマ）
5. プライマリーメモリー〜ALBUM VERSION〜（PS2用ゲーム『Canvas2 ～虹色のスケッチ～』EDテーマ）
6. なつかしい風-ホワイトブレス-
7. ぼくらのすいーつたんけんたい
8. ECHO〜ALBUM VERSION〜（ゲーム『あえかなる世界の終わりに』オープニング主題歌）
9. NA NA IRO〜小池雅也8BIT MIX〜（TVアニメ『Canvas2 ～虹色のスケッチ～』EDテーマ）
10. Summer Day's-これからもずっと-（ゲーム『Piaキャロットへようこそ!!G.O.』エンディング主題歌）
11. スマイル0円〜ALBUM VERSION〜（ゲーム『Piaキャロットへようこそ!!G.O. 〜グランド・オープン〜』オープニング主題歌）
12. ぼくらのすいーつたんけんたい〜MOSAIC.WAV MIX〜
13. プラスチックスマイル〜虹色コーラスMIX/ALBUM VERSION〜（TVアニメ『Canvas2 ～虹色のスケッチ～』OPテーマ）
14. ONE DAY〜ALBUM VERSION〜（ゲーム『あえかなる世界の終わりに』エンディング主題歌）
15. アルバム（ゲーム『エーテルの砂時計』エンディング主題歌）
16. NA NA IRO〜ALBUM VERSION〜（TVアニメ『Canvas2 ～虹色のスケッチ～』EDテーマ）